# Hanna Solovéi
Hanna Mykolaivna Solovéi (en ucraniano: Ганна Миколаївна Соловей; Jmelnytsky, 31 de enero de 1992) es una deportista ucraniana que compite en ciclismo en las modalidades de ruta y pista.
Ganó una medalla de plata en el Campeonato Mundial de Ciclismo en Ruta de 2014, en la carrera contrarreloj. En los Juegos Europeos de Bakú 2015 consiguió la medalla de plata en la misma prueba.
En pista obtuvo una medalla de oro en los Juegos Europeos de Minsk 2019 y una medalla de bronce en el Campeonato Europeo de Ciclismo en Pista de 2019, ambas en la carrera por puntos.

## Trayectoria deportiva
En 2009 y 2010 ganó la contrarreloj del Campeonato Mundial Juvenil. Sin embargo, en 2011 dio positivo por drostanolona, por lo que fue suspendida por dos años.
A su vuelta en 2013 participó en el Campeonato Europeo Sub-23, venciendo en la contrarreloj y quedando segunda en ruta. En 2014 ganó la Chrono Champenois-Trophée Européen y fue segunda en la contrarreloj del Campeonato Mundial de Ciclismo en Ruta de 2014.
Entre 2016 y 2018 corrió con el equipo profesional Parkhotel Valkenburg y en 2019 y 2021 con el Lviv Cycling.

## Medallero internacional

### Ciclismo en ruta
| Campeonato Mundial | Campeonato Mundial  | Campeonato Mundial | Campeonato Mundial |
| Año                | Lugar               | Medalla            | Competición        |
| ------------------ | ------------------- | ------------------ | ------------------ |
| 2014               | Ponferrada (España) | Medalla de plata   | Contrarreloj       |
| Juegos Europeos    |                     |                    |                    |
| Año                | Lugar               | Medalla            | Competición        |
| 2015               | Bakú (Azerbaiyán)   | Medalla de plata   | Contrarreloj       |

### Ciclismo en pista
| Juegos Europeos    | Juegos Europeos          | Juegos Europeos   | Juegos Europeos |
| Año                | Lugar                    | Medalla           | Competición     |
| ------------------ | ------------------------ | ----------------- | --------------- |
| 2019               | Minsk (Bielorrusia)      | Medalla de oro    | Puntuación      |
| Campeonato Europeo |                          |                   |                 |
| Año                | Lugar                    | Medalla           | Competición     |
| 2019               | Apeldoorn (Países Bajos) | Medalla de bronce | Puntuación      |

## Palmarés
2010 (como amateur)
- Campeonato de Ucrania Contrarreloj

2013 (como amateur)
- 2.ª en el Campeonato Europeo Persecución por Equipos sub-23 (haciendo equipo con Olena Demydova, Inna Metalnikova y Angela Pryimak
- Campeonato Europeo Contrarreloj sub-23
- 3.ª en el Campeonato Europeo en Ruta sub-23
- 3.ª en el Campeonato de Ucrania 500 m
- Campeonato de Ucrania Omnium
- Gran Premio de Polonia Omnium
- Chrono des Nations
- Copa Internacional de Pista 3 km
- Copa Internacional de Pista Persecución por Equipos (haciendo equipo con Olena Demydova y Anna Nagirnaya)

2014 (como amateur)
- Gran Premio Galychyna 3 km
- Chrono Champenois-Trophée Européen
- 2.ª en el Campeonato Mundial Contrarreloj
- Chrono des Nations

2015
- Campeonato de Ucrania Contrarreloj
- 3.ª en el Campeonato de Ucrania en Ruta
- 2.ª en los Juegos Europeos Contrarreloj

2016
- 2.ª en el Campeonato de Ucrania Contrarreloj

2017
- VR Women
- 2.ª en el Campeonato de Ucrania Contrarreloj

2021
- 2.ª en el Campeonato de Ucrania Contrarreloj

## Resultados en Campeonatos del Mundo
Durante su carrera deportiva ha conseguido los siguientes puestos en las Grandes Vueltas femeninas y en los Campeonatos del Mundo en carretera:
| Carrera              | Carrera              | 2013 | 2014 | 2015 | 2016 | 2017 | 2018 | 2019 | 2020 | 2021 |
| -------------------- | -------------------- | ---- | ---- | ---- | ---- | ---- | ---- | ---- | ---- | ---- |
| Mundial en Ruta      | Mundial en Ruta      | Ab.  | 9.ª  | 33.ª | 43.ª | —    | —    | —    | ―    | 57.ª |
| Mundial Contrarreloj | Mundial Contrarreloj | 8.ª  | 2.ª  | 16.ª | —    | —    | —    | ―    | —    | 26.ª |

| —: No participó | Ab: Abandono |

## Equipos
- Selección de Ucrania (amateur) (2013-2015)
- Astana-Acca Due O (01-06.2015)
- Parkhotel Valkenburg (2016-2018)
  - Parkhotel Valkenburg (2016)
  - Parkhotel Valkenburg-Destil Cycling Team (2017)
  - Parkhotel Valkenburg Cycling Team (2018)
- Lviv Cycling Team (2019)
- Lviv Cycling Team (03-12.2021)